# Fort Worth Star-Telegram
Fort Worth Star-Telegram é o maior jornal diário estadunidense entregue em Fort Worth e toda a metade ocidental do Norte do Texas conhecida como Metroplex.
Recebeu o Prémio Pulitzer de Serviço Público em 1985.